# Fritz Graebner
Robert Fritz Graebner (* 4. März 1877 in Berlin; † 13. Juli 1934 ebenda) war ein deutscher Ethnologe. Er war Professor für Völkerkunde an der Universität Bonn und von 1925 bis 1928 Direktor des Rautenstrauch-Joest-Museums.

## Leben
Fritz Graebner war Sohn eines Gymnasiallehrers und einer Zeichenlehrerin. Sein ältester Bruder war der Botaniker Paul Graebner. Nach seinem Studium der Geschichte und Geographie an der Universität Marburg und der Friedrich-Wilhelms-Universität zu Berlin promovierte er 1901 bei Paul Scheffer-Boichorst über ein Thema der mittelalterlichen Geschichte Böhmens. Von 1899 bis 1906 arbeitete er als wissenschaftlicher Hilfsarbeiter am Museum für Völkerkunde in Berlin vor allem zum Regionalgebiet Ozeanien. 1906 wechselte er an das Kölner Rautenstrauch-Joest-Museum unter Leitung von Willy Foy. An der Rheinischen Friedrich-Wilhelms-Universität Bonn habilitierte sich Graebner 1911 für das Fach Völkerkunde.
Während des Ersten Weltkrieges wurde er zu einem Kongress nach Australien eingeladen und dort von 1915 bis Kriegsende im Lager Holsworthy interniert, wobei er während der Gefangenschaft weiter forschte. 1921 wurde er außerplanmäßiger Professor an der Universität Bonn. Von 1925 bis 1928 war er als Nachfolger von Willy Foy Direktor des Rautenstrauch-Joest-Museums. 1926 wurde er zum Honorarprofessor an der Universität Köln ernannt. Ein Schlaganfall im Jahre 1926 verschlechterte zunehmend seinen Gesundheitszustand, so dass er in den folgenden Jahren seinen Beruf aufgeben musste. Sein Nachfolger als Museumsdirektor war Julius Lips.
Graebner wurde 1896 Mitglied des Philologisch Historischen Vereins, der späteren Marburger Burschenschaft Rheinfranken. Er heiratete 1906 Paula Stange.

## Wirkung
Graebner gilt mit seinem Vortrag über Kulturkreise und Kulturschichten in Ozeanien vor der Berliner Gesellschaft für Anthropologie, Ethnologie und Urgeschichte im Jahre 1904 und seiner Veröffentlichung von 1911 – Methode der Ethnologie – als Begründer der kulturhistorischen Methode in der Ethnologie. Auf ihrer Grundlage und basierend auf dem Konzept des Diffusionismus entwickelte er gemeinsam mit Bernhard Ankermann die von Leo Frobenius eingeführte Kulturkreislehre weiter. Graebner sah die Völkerkunde als „Zweig der Geschichtswissenschaft“ und war der Überzeugung, dass sie deren Methoden anzuwenden habe, auch wenn schriftliche Quellen fehlen. Die Vorstellung einer linearen Evolution der menschlichen Kulturen lehnte er entschieden ab.

## Werke
- Kulturkreise und Kulturgeschichten in Ozeanien. In: Zeitschrift für Ethnologie. Band 37, 1905, S. 28–53.
- Methode der Ethnologie. Winter, Heidelberg 1911 (Kulturgeschichtliche Bibliothek). Digitalisat
- Das Weltbild der Primitiven. Ernst Reinhardt, München 1924 (Geschichte der Philosophie in Einzeldarstellungen).